# Réserve naturelle Gariglione-Pisarello
La réserve naturelle Gariglione-Pisarello (en italien : Riserva naturale Gariglione - Pisarello) est une réserve naturelle de la Calabre, créée en 1977 dans la province de Catanzaro,.

## Territoire
La réserve tire son nom du Monte Gariglione (it), la plus haute montagne du Sila et occupe une superficie de 450 hectares, principalement couverte de pins laricio et de sapins argentés. Norman Douglas a magnifié l'ancienne forêt du Gariglione en la qualifiant d'Urwald.

## Historique
La réserve a été créée en 1977, mais la zone a une histoire ancienne.
La forêt du Gariglione, qui a donné son nom à la montagne du même nom, fut concédée en 1224 par Frédéric II de Souabe à l'abbaye Sant'Angelo de Frigillo de Mesoraca pour utiliser les pâturages et extraire la poix ; par la suite, elle appartint à la couronne des Bourbons jusqu'au XIXe siècle, puis passa entre d'autres mains, jusqu'à son expropriation par l'État italien en 1924.
À l'intérieur de la réserve se trouvait un arbre remarquable : un sapin aux dimensions colossales, considéré comme le plus grand sapin d'Italie. Lors de la création du parc, l'arbre a été incendié par des inconnus, un hommage rendu « en nature » pour la création de la zone protégée. Il était surnommé « Prométhée », il mesurait 35 m de hauteur et possédait un tronc d'une circonférence de 10,20 m. Considéré d'une valeur inestimable, le sapin a été cloné pour développer de nouvelles plantes et ainsi conserver pleinement son code et ses caractéristiques génétiques.